# Jeffrey Payeras
Jeffrey Payerras (n. 16 de octubre de 1993 en Hawthorne, California) es un futbolista nacido en Estados Unidos de ascendencia guatemalteca por lo cual posee la doble nacionalidad, actualmente juega en elXelajú MC de la Liga Nacional de Guatemala.

## Trayectoria
Payeras inició jugando en las categorías inferiores de Los Angeles Galaxy. Posteriormente se trasladó hacia Guatemala para integrarse a las filas del Municipal en 2013.

## Selección
- Ha sido internacional con la Selección de Guatemala en 3 ocasiones.

## Clubes
| Club                                           | País           | Año           |
| ---------------------------------------------- | -------------- | ------------- |
| Club Social y Deportivo Municipal              | Guatemala      | 2013 - 2015   |
| Orange County Blues                            | Estados Unidos | 2015          |
| Club Social y Deportivo Municipal              | Guatemala      | 2015 - 2016   |
| LA Galaxy II                                   | Estados Unidos | 2016          |
| Club Social y Deportivo Municipal              | Guatemala      | 2016 - 2017   |
| LA Galaxy II                                   | Estados Unidos | 2017 - 2018   |
| Club Social y Deportivo Municipal              | Guatemala      | 2018 - 2020   |
| Club Social y Deportivo Xelajú Mario Camposeco | Guatemala      | 2020-presente |